# Агапіт II
Агапіт II (лат. Agapetus; ? — жовтень 955) — сто двадцять дев'ятий папа Римський (10 травня 946 — жовтень 955), за походженням римлянин. Був обраний завдяки впливу Альберіха II, фактичного правителя Риму. Однак, як людина із сильним характером, папа намагався покласти край так званій порнократії, започаткованій папою Сергієм III.
Агапіт II звернувся до Оттона I Великого втрутитись у римські справи, проте у той час його надії не справдились.